# Municipio de Des Moines (condado de Jasper)
El municipio de Des Moines (en inglés: Des Moines Township) es un municipio ubicado en el condado de Jasper en el estado estadounidense de Iowa. En el año 2010 tenía una población de 2212 habitantes y una densidad poblacional de 16,91 personas por km².

## Geografía
El municipio de Des Moines se encuentra ubicado en las coordenadas 41°33′11″N 93°15′23″O / 41.55306, -93.25639. Según la Oficina del Censo de los Estados Unidos, el municipio tiene una superficie total de 130.82 km², de la cual 130.75 km² corresponden a tierra firme y (0.05%) 0.06 km² es agua.

## Demografía
Según el censo de 2010, había 2212 personas residiendo en el municipio de Des Moines. La densidad de población era de 16,91 hab./km². De los 2212 habitantes, el municipio de Des Moines estaba compuesto por el 96.84% blancos, el 0.41% eran afroamericanos, el 0.09% eran amerindios, el 0.9% eran asiáticos, el 0.05% eran isleños del Pacífico, el 0.68% eran de otras razas y el 1.04% pertenecían a dos o más razas. Del total de la población el 1.49% eran hispanos o latinos de cualquier raza.